# Kai Asami
Kai Asami (甲斐 麻美/かい あさみ Kai Asami, Giáp Phỉ Ma Mỹ) là một nữ diễn viên Nhật Bản sinh 9 tháng 1 1987 ở Kumamoto. Vai diễn nổi tiếng là "Urara Ozu/MagiBlue" trong Mahou Sentai Magiranger.

## TV
- Mahou Sentai Magiranger (2005, TV Asahi) - Urara Ozu/MagiBlue
- Gakincho -Return Kids- (2006, CBC)
- Joshi Ana Icchokusen! (2007, TV Tokyo) - Yayoi Hanamura

## Phim
- Mahou Sentai Magiranger, the Movie "The Bride of Infersia" (2005, Toei) - Urara Ozu/MagiBlue
- Chō Ninja Tai Inazuma! (2006, Toei) - Kaguya/Shiden
- Gakkou no Kaidan (2007) - Izumi Tengazaki
- Fujoshi Rumi (2007) - Rumi Asai
- Kakutou-Bin (2008) - Yuki Kakuda

## DVD
- KAILAND DVD (2006, Wani Books)
- Nuts Asami (2007, Wani Books)
- MY SWEET ANGEL (2007, Kadokawa Entertainment)
- Natural Smile 21st ASAMI (2008, For-side.com)
- Beautiful Days (2008, Line Communications)
- love trip (2009, Takeshobo)
- Eternity (2009, Grassoc)